# 루마니아어 위키백과

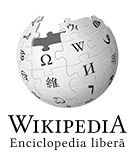
루마니아어 위키백과

루마니아어 위키백과는 루마니아어로 된 위키백과이다. 2003년 6월 19일에 시작하여 2004년 12월에 문서 10000건을 돌파했고, 2022년 2월 10일 기준 문서 수는 427,194개이다. 기호는 ro이며, 같은 루마니아어권인 몰도바인들도 다수 참여하기에, 다소 차이가 나는 몰도바와 루마니아의 정서법이 공존하고 있다,
한국어와 마찬가지로 경칭과 비경칭의 구별이 존재하는데, 루마니아어 위키백과에서는 경칭을 이용하기로 합의가 되어 있다.